# 프랑스 태권도 계열 종목 연맹
프랑스 태권도 계열 종목 연맹(프랑스어: Fédération française de taekwondo et disciplines associées, FFTDA)는 프랑스의 태권도, 합기도, 당수도, 수박도 종목 행정을 총괄하는 스포츠 행정 기구이다. 1995년부터 프랑스 영토에서 태권도, 합기도, 당수도, 수박도 수련을 조직하는 것을 목표로 하는 1901년에 설립된 협회이다
태권도 및 관련 종목을 관장하는 유럽 연맹 및 기구(유럽태권도연맹, 전유럽태권도연맹), 세계 태권도 연맹과 국제 태권도 연맹에 가입되어 있다.

## 참고 문헌
- “프랑스 태권도 계열 종목 연맹” (영어). 세계 태권도 연맹.